# Dennis Alas
Pour les articles homonymes, voir Alas (homonymie).
Dennis Jonathan Alas Morales, surnommé Pitbull (né le 10 janvier 1985 à San Salvador au Salvador), est un footballeur salvadorien, qui évolue au poste de milieu de terrain.

## Biographie

### Carrière internationale
Il compte 81 sélections en Équipe du Salvador de football mais a été radié à vie par la Fédération salvadorienne, avec 13 de ses camarades, en raison de son implication dans un vaste réseau de matches truqués. Il joue cependant dans le Championnat du Kosovo qui n'est pas reconnu par la FIFA.

## Palmarès

### Collectif
- Avec le San Salvador FC :
  - Champion du Salvador en 2003 (Clausura).
- Avec le CD Luis Ángel Firpo :
  - Champion du Salvador en 2013 (Clausura).